# Nati nel 1674
| Questa pagina contiene informazioni ricavate automaticamente dalle voci biografiche con l'ausilio del template Bio e di un bot. L'aggiornamento è periodico e automatico e ricostruisce completamente la pagina. Se manca una persona in questa lista, sei pregato di non aggiungerla, ma accertati piuttosto che la sua voce biografica contenga il template Bio e che i dati anagrafici siano correttamente compilati. Se il template Bio manca, inseriscilo tu stesso o, in alternativa, metti l'avviso {{tmp\|Bio}} che ne segnala la mancanza. Se i dati riportati sono sbagliati, correggi direttamente la voce biografica; le modifiche saranno visibili in questa lista entro pochi giorni. Per chiarimenti vedi il progetto biografie. La lista contiene solo le 88 persone che sono citate nell'enciclopedia e per le quali è stato implementato correttamente il template Bio. Pagina aggiornata al 28 dic 2024. |

## Gennaio(11)
- 1º gennaio - Kaikhosro di Cartalia, re († 1711)
- 2 gennaio - Bernardino Fergioni, pittore e incisore italiano († 1738)
- 7 gennaio - Corrado Gonzaga di Palazzolo, nobile italiano († 1751)
- 9 gennaio - Reinhard Keiser, musicista e compositore tedesco († 1739)
- 13 gennaio - Prosper Jolyot de Crébillon, poeta e drammaturgo francese († 1762)
- 18 gennaio - Alexis Simon Belle, pittore francese († 1734)
- 18 gennaio - Nicolas-Henri Tardieu, incisore francese († 1749)
- 22 gennaio - Dorotea Maria di Sassonia-Gotha-Altenburg, principessa († 1713)
- 23 gennaio - Matteo Egizio, storico, bibliotecario e numismatico italiano († 1745)
- 27 gennaio - Francesco Alessandro di Nassau-Hadamar, nobile tedesco († 1711)
- 29 gennaio - Justus Henning Böhmer, giurista e storico tedesco († 1749)

## Febbraio(2)
- 11 febbraio - Jean-Baptiste Du Halde, storico, sinologo e gesuita francese († 1743)
- 28 febbraio - Christian Gyldenløve, generale danese († 1703)

## Marzo(5)
- 3 marzo - Friedrich Karl von Schönborn-Buchheim, vescovo cattolico tedesco († 1746)
- 12 marzo - Girolamo di Colloredo-Waldsee, nobile e diplomatico austriaco († 1726)
- 13 marzo - Jean-Louis Petit, chirurgo francese († 1750)
- 15 marzo - Jean Barbeyrac, giurista francese († 1744)
- 29 marzo - Johan Jacob Döbelius, medico tedesco († 1743)

## Aprile(5)
- 4 aprile - Jan Aalmis, pittore e ceramista olandese († 1755)
- 5 aprile - Elisabetta Sofia di Brandeburgo, principessa († 1748)
- 9 aprile - Carlo Pertusati, nobile e politico italiano († 1755)
- 14 aprile - Niccolò Nannetti, pittore italiano († 1749)
- 18 aprile - Charles Townshend, II visconte Townshend, nobile britannico († 1738)

## Maggio(2)
- 15 maggio - John Cecil, VI conte di Exeter, nobile e politico inglese († 1721)
- 23 maggio - James Scott, conte di Dalkeith, nobile scozzese († 1705)

## Giugno(7)
- 2 giugno - Matthias Buchinger, artista, calligrafo e illusionista tedesco († 1740)
- 7 giugno - Antonio Maria Pallavicini, patriarca cattolico italiano († 1749)
- 16 giugno - Gaetano I Sforza Cesarini, II principe di Genzano, principe italiano († 1727)
- 20 giugno - Nicholas Rowe, poeta e drammaturgo inglese († 1718)
- 22 giugno - Jean-Philippe-Eugène de Mérode-Westerloo, militare belga († 1732)
- 26 giugno - Armand I de Rohan-Soubise, cardinale e politico francese († 1749)
- 28 giugno - Pier Leone Ghezzi, pittore italiano († 1755)

## Luglio(3)
- 17 luglio - Isaac Watts, teologo, compositore e poeta britannico († 1748)
- 27 luglio - Filippo Luci, politico italiano († 1752)
- 28 luglio - Charles Boyle, IV conte di Orrery, politico irlandese († 1731)

## Agosto(9)
- 2 agosto - Filippo II di Borbone-Orléans, nobile, politico e generale francese († 1723)
- 4 agosto - Clemente Domenico Rospigliosi, II principe Rospigliosi, nobile italiano († 1752)
- 9 agosto - František Kaňka, architetto ceco († 1766)
- 11 agosto - Ferenc Gyulay, generale austriaco († 1728)
- 12 agosto - Maria di Lorena, principessa († 1724)
- 14 agosto - Antonio Maria Biscioni, filologo, bibliotecario e religioso italiano († 1756)
- 20 agosto - Cristiano Carlo di Schleswig-Holstein-Sonderburg-Plön-Norburg, militare tedesco († 1706)
- 24 agosto - Alessandro Arrigoni, vescovo cattolico italiano († 1718)
- 30 agosto - Alberico III Cybo-Malaspina, sovrano italiano († 1715)

## Settembre(5)
- 1º settembre - Gianfrancesco Gonzaga, nobile e militare italiano († 1720)
- 14 settembre - Giovanni Antonio Guadagni, cardinale e vescovo cattolico italiano († 1759)
- 17 settembre - Ernesto Augusto II di Hannover, nobile tedesco († 1728)
- 20 settembre - Eustachio Manfredi, matematico, astronomo e poeta italiano († 1739)
- 29 settembre - Jacques-Martin Hotteterre, flautista, compositore e fagottista francese († 1763)

## Ottobre(5)
- 3 ottobre - Giampietro Zanotti, pittore, storico dell'arte e poeta italiano († 1765)
- 7 ottobre - Leopoldo di Schleswig-Holstein-Sonderburg-Wiesenburg, nobile polacco († 1744)
- 8 ottobre - Antonino Serafino Camarda, vescovo cattolico italiano († 1754)
- 24 ottobre - Luigi Ottone di Salm, conte († 1738)
- 30 ottobre - Bonaventura Barberini, religioso, teologo e arcivescovo cattolico italiano († 1743)

## Novembre(6)
- 1º novembre - Sergio Pola, vescovo cattolico italiano († 1748)
- 6 novembre - Niccolò Forteguerri, poeta e presbitero italiano († 1735)
- 7 novembre - Cristiano III del Palatinato-Zweibrücken, nobile tedesco († 1735)
- 15 novembre - Girolamo Grimaldi, cardinale e arcivescovo cattolico italiano († 1733)
- 23 novembre - Pierre Du Mage, compositore e organista francese († 1751)
- 28 novembre - Luigi Pio di Savoia, diplomatico italiano († 1755)

## Dicembre(2)
- 2 dicembre - Matilde d'Este, nobile italiana († 1732)
- 14 dicembre - Johann Michael Heineccius, teologo tedesco († 1722)

## Senza giorno specificato(26)
- Jérôme Phélypeaux, politico francese († 1747)
- Onofrio Avellino, pittore italiano († 1741)
- Pietro Bainville, pittore francese († 1749)
- Philip Christoph Becker, incisore tedesco († 1743)
- Luca Antonio Colomba, pittore svizzero († 1737)
- Spencer Compton, I conte di Wilmington, politico inglese († 1743)
- Alessandro Diacono, religioso russo († 1720)
- Johann Adolph Krohn, giurista e politico tedesco († 1750)
- Jean-François Leriget de La Faye, diplomatico e poeta francese († 1731)
- Jean-Baptiste Joseph Languet de Gergy, presbitero francese († 1750)
- John Lawson, esploratore, naturalista e scrittore britannico († 1711)
- Angelo Marchetti, matematico e cosmografo italiano († 1753)
- Bartolomeo Mazzuoli, scultore italiano († 1749)
- Ibrahim Muteferrika, diplomatico, tipografo e economista ottomano († 1745)
- Giuseppe Palmieri, pittore italiano († 1740)
- Giovanni Battista Parodi, pittore italiano († 1730)
- Lione Pascoli, scrittore e collezionista d'arte italiano († 1744)
- Ambrose Philips, poeta e politico inglese († 1749)
- John Potter, arcivescovo anglicano e filologo inglese († 1747)
- Pierre Rameau, coreografo francese († 1748)
- Jean-Pierre Ricard, giurista francese († 1728)
- Jethro Tull, agronomo e inventore britannico († 1741)
- Tomáš Uhorčík, criminale slovacco († 1713)
- Seyyid Vehbi, poeta ottomano († 1736)
- Martin Vinazer, scultore austriaco († 1744)
- Louis-Simon le Poupet de la Boularderie, militare francese († 1738)